# Sergueï Iachine
Pour les articles homonymes, voir Iachine.
Temple de la renommée russe : 2014
Sergueï Anatolievitch Iachine (en russe : Сергей Анатольевич Яшин, également transcrit à l'anglaise : Sergei Anatolievich Yashin ; né le 6 mars 1962 à Penza en URSS et mort le 12 avril 2022) est un joueur professionnel russe de hockey sur glace devenu entraîneur. Il évoluait au poste d'attaquant.

## Biographie

### Carrière de joueur
En 1979, il commence sa carrière avec le Dynamo Moscou dans le championnat d'URSS. Il est choisi en 1989 au cours du repêchage d'entrée dans la Ligue nationale de hockey par les Oilers d'Edmonton en 7e ronde, en 141e position. Il quitte le Dynamo sur un titre en 1990. Il rejoint l'Allemagne. Il met un terme à sa carrière en 2001.

### Carrière internationale
Il a représenté l'URSS au niveau international. Il compte 109 sélections pour 35 buts entre 1982 et 1989. Il a remporté la médaille d'or aux Jeux olympiques d'hiver de 1988. Il a participé à trois éditions des championnats du monde pour un total de deux médailles d'or et une de bronze.

### Carrière d'entraîneur
Il devient ensuite entraîneur. Il a été entraîneur de l'EC Wilhelmshaven-Stickhausen.

## Statistiques
Pour les significations des abréviations, voir Statistiques du hockey sur glace.

### En club
| Saison    | Équipe                       | Ligue         |    | Saison régulière | Saison régulière | Saison régulière | Saison régulière | Saison régulière |    | Séries éliminatoires | Séries éliminatoires | Séries éliminatoires | Séries éliminatoires | Séries éliminatoires |
| Saison    | Équipe                       | Ligue         | PJ | B                | A                | Pts              | Pun              | PJ               | B  | A                    | Pts                  | Pun                  |                      |                      |
| 1979-1980 | Dynamo Moscou                | Superliga     | 2  | 0                | 1                | 1                | 0                |                  |    |                      |                      |                      |                      |                      |
| 1980-1981 | Dynamo Moscou                | Superliga     | 0  | 2                | 6                | 8                | 6                |                  |    |                      |                      |                      |                      |                      |
| 1981-1982 | Dynamo Moscou                | Superliga     | 0  | 13               | 13               | 26               | 0                |                  |    |                      |                      |                      |                      |                      |
| 1982-1983 | Dynamo Moscou                | Superliga     | 43 | 17               | 6                | 23               | 36               |                  |    |                      |                      |                      |                      |                      |
| 1983-1984 | Dynamo Moscou                | Superliga     | 34 | 16               | 9                | 25               | 22               |                  |    |                      |                      |                      |                      |                      |
| 1984-1985 | Dynamo Moscou                | Superliga     | 40 | 15               | 20               | 35               | 32               |                  |    |                      |                      |                      |                      |                      |
| 1985-1986 | Dynamo Moscou                | Superliga     | 40 | 14               | 19               | 33               | 26               |                  |    |                      |                      |                      |                      |                      |
| 1986-1987 | Dynamo Moscou                | Superliga     | 40 | 6                | 11               | 17               | 36               |                  |    |                      |                      |                      |                      |                      |
| 1987-1988 | Dynamo Moscou                | Superliga     | 47 | 13               | 11               | 24               | 34               |                  |    |                      |                      |                      |                      |                      |
| 1988-1989 | Dynamo Moscou                | Superliga     | 44 | 18               | 10               | 28               | 30               |                  |    |                      |                      |                      |                      |                      |
| 1989-1990 | Dynamo Moscou                | Superliga     | 48 | 14               | 15               | 29               | 14               |                  |    |                      |                      |                      |                      |                      |
| 1990-1991 | Eisbären Berlin              | 1. bundesliga | 37 | 26               | 21               | 47               | 34               | --               | -- | --                   | --                   | --                   |                      |                      |
| 1992-1993 | SKA Saint-Pétersbourg        | Superliga     | 21 | 5                | 3                | 8                | 8                |                  |    |                      |                      |                      |                      |                      |
| 1992-1993 | Essen-West EHC               | 2. bundesliga | 21 | 18               | 20               | 38               | 20               |                  |    |                      |                      |                      |                      |                      |
| 1993-1994 | Essen-West EHC               | 2. bundesliga | 50 | 31               | 33               | 64               | 26               |                  |    |                      |                      |                      |                      |                      |
| 1994-1995 | Wilhelmshaven-Stickhausen EC | 1. bundesliga | 44 | 46               | 44               | 90               | 22               |                  |    |                      |                      |                      |                      |                      |
| 1995-1996 | Wilhelmshaven-Stickhausen EC | 1. bundesliga | 48 | 38               | 58               | 96               | 26               |                  |    |                      |                      |                      |                      |                      |
| 1996-1997 | Wilhelmshaven-Stickhausen EC | 1. bundesliga | 51 | 28               | 59               | 87               | 30               |                  |    |                      |                      |                      |                      |                      |
| 1997-1998 | Neftekhimik Nijnekamsk       | Superliga     | 32 | 4                | 5                | 9                | 20               |                  |    |                      |                      |                      |                      |                      |
| 1998-1999 | Wilhelmshaven-Stickhausen EC | 1. bundesliga | 9  | 0                | 6                | 6                | 2                |                  |    |                      |                      |                      |                      |                      |
| 1998-1999 | ERC Selb                     | 1. bundesliga | 2  | 0                | 0                | 0                | 0                |                  |    |                      |                      |                      |                      |                      |
| 1999-2000 | Wilhelmshaven-Stickhausen EC | 2. bundesliga | 37 | 6                | 10               | 16               | 22               |                  |    |                      |                      |                      |                      |                      |
| 2000-2001 | Wilhelmshaven-Stickhausen EC | 2. bundesliga | 1  | 0                | 0                | 0                | 0                |                  |    |                      |                      |                      |                      |                      |